# Craponne-sur-Arzon
Craponne-sur-Arzon település Franciaországban, Haute-Loire megyében. Lakosainak száma 2004 fő (2022. január 1.). Craponne-sur-Arzon Usson-en-Forez, Beaune-sur-Arzon, Jullianges, Saint-Georges-Lagricol, Saint-Jean-d’Aubrigoux, Saint-Victor-sur-Arlanc és Sauvessanges községekkel határos.

## Népesség
A település népességének változása:
| Lakosok száma | 3004 | 3186 | 3008 | 2217 | 2192 | 2065 | 1982 | 1951 | 1968 | 2004 |
|               | 1968 | 1982 | 1990 | 2006 | 2013 | 2015 | 2017 | 2019 | 2020 | 2022 |